# Ella Fitzgerald
Ella Jane Fitzgerald (Newport News, 25 de abril de 1917 — Beverly Hills, 15 de junho de 1996) foi uma cantora e compositora estadunidense. Com uma extensão vocal que abrangia três oitavas, era notória pela pureza de sua tonalidade, sua dicção, fraseado e entonação impecáveis, bem como uma habilidade de improviso "semelhante a um instrumento de sopro", particularmente no scat.
Considerada uma das intérpretes supremas do chamado Great American Songbook, teve uma carreira que durou 59 anos, venceu 14 prêmios Grammy e recebeu a Medalha Nacional das Artes do presidente americano Ronald Reagan, bem como a Medalha Presidencial da Liberdade, do sucessor de Reagan, George H. W. Bush.

## Biografia
Nasceu em Newport News, Virgínia, filha William Fitzgerald e Temperance. Seus pais tinham um casamento conturbado, e ele abandonou sua mãe para viver com a amante quando a cantora tinha apenas três anos, não tendo mais nenhum contato com o pai.
Sua mãe, então, decidida a melhorar de vida, se mudou para Yonkers, Nova York. Lá, conheceu um imigrante português chamado Joseph da Silva e com ele se casou. Em 1923 deu a luz sua segunda filha, Frances da Silva, a meia-irmã de Ella. Apesar de ter construído uma nova família, seu segundo casamento também foi infeliz, sofrendo novamente com agressões e humilhações. Em 1932, quando Ella tinha quinze anos de idade e sua meia-irmã apenas nove, perderam a mãe, vítima de um infarto. O trauma provocado pela perda repentina da mãe provocou uma queda brutal no desempenho escolar de Ella, que desenvolveu depressão, abandonando a escola. Como se não bastasse este sofrimento, passou a ser responsável pelos cuidados da irmã pequena, já que seu padrasto não dava atenção à menina e sempre agredia a criança.
Com o tempo, Ella passou a ser humilhada, espancada e estuprada pelo padrasto. Não suportando tamanho sofrimento, fugiu com a irmã para a casa de uma tia materna, Virgínia, que as abrigou. Após denunciá-lo, seu padrasto foi preso. Com o tempo, ela e a tia passaram a se desentender e Ella passou a ser humilhada e tratada como empregada. Sua tia, então, a abandonou num colégio interno, de onde ela só poderia sair maior de idade. Ella sofreu muito por ter sido separada da irmã e prometeu um dia reencontrá-la. Após alguns meses, a jovem conseguiu fugir e, sem ter para onde ir, tornou-se moradora de rua.
Vivendo nas ruas e pedindo esmolas, só conseguiu trabalhar como vigia de um bordel e de um cassino, atividades ilegais e filiadas à máfia. Ella era informante, caso aparecesse algum policial no local. Porém, após meses de investigações, a escolta policial conseguiu desarticular as quadrilhas do bordel e do cassino, prendendo-os por exploração da prostituição e de jogos de azar. Ella acabou presa como cúmplice e foi enviada a um reformatório para menores de idade, de onde, após alguns meses, conseguiu fugir, voltando a viver na rua. Sempre criativa, Ella passou a ganhar dinheiro dançando sapateado nas ruas, improvisando apresentações em diversos estabelecimento comerciais, passou a ganhar um pouco de dinheiro, deixando de dormir nas ruas. Nesta época, com o pouco dinheiro que ganhava, começou a fazer aula de piano com uma professora do bairro, que a apoiava na realização de seu sonho artístico. Uma noite, Ella foi encontrada por policiais e, por ser menor em situação de rua, foi internada no Asilo de Órfãos de Cor em Riverdale, no Bronx, Nova York, onde ficou por dois anos.

Ella sempre sonhou em ser uma cantora e dançarina de sucesso. Gostava de ouvir as gravações de jazz de Louis Armstrong, Bing Crosby e Boswell Sisters. Ella idolatrava a cantora Connee Boswell, dizendo mais tarde: 
"Minha mãe trouxe para casa um de seus discos, e me apaixonei por ele....Tentei tanto soar exatamente como ela".
Ao sair do asilo de órfãos, aos 17 anos, voltou a procurar sua professora de piano, que a deixou ficar em sua casa e a incentivou a se inscrever em um concurso de artistas amadores na matinê do Teatro Apollo, no Harlem. Ella se inscreveu no concurso e fez sua estreia como cantora em 21 de novembro de 1934, no Teatro Apollo, no Harlem, todos se impressionaram com seus poderosos vocais, vencendo a competição. Gradualmente conquistou um público semanal no Apollo e a oportunidade de competir numa das primeiras "Amateur Nights" do teatro. Originalmente pretendia dançar, porém, intimidada pelas Edward Sisters, uma dupla local de dançarinas, optou por cantar no estilo de Connee Boswell. Interpretou "Judy", de Boswell, e "The Object of My Affection", das Boswell Sisters, conquistando o prêmio principal, de 25 dólares. Depois de bastante tempo, já famosa, com ajuda de detetives, reencontrou sua meia-irmã e soube que seu padrasto já havia falecido na prisão.
Foi eleita em 2013 pelo site estadunidense Yahoo! a maior cantora do século XX.

## Carreira

### Cantando em big bands
Em janeiro de 1935, Fitzgerald conquistou a oportunidade de se apresentar por uma semana com a big band de Tiny Bradshaw, na Harlem Opera House. Lá conheceu o baterista e líder de banda, Chick Webb. Webb já havia contratado o cantor Charlie Linton para trabalhar com a banda e estava, como apontou posteriormente o New York Times, "relutante em contratá-la... porque era desajeitada e malcuidada, um diamante bruto". Webb ofereceu-lhe a oportunidade de fazer um teste com a banda quando tocaram num baile na Universidade de Yale.

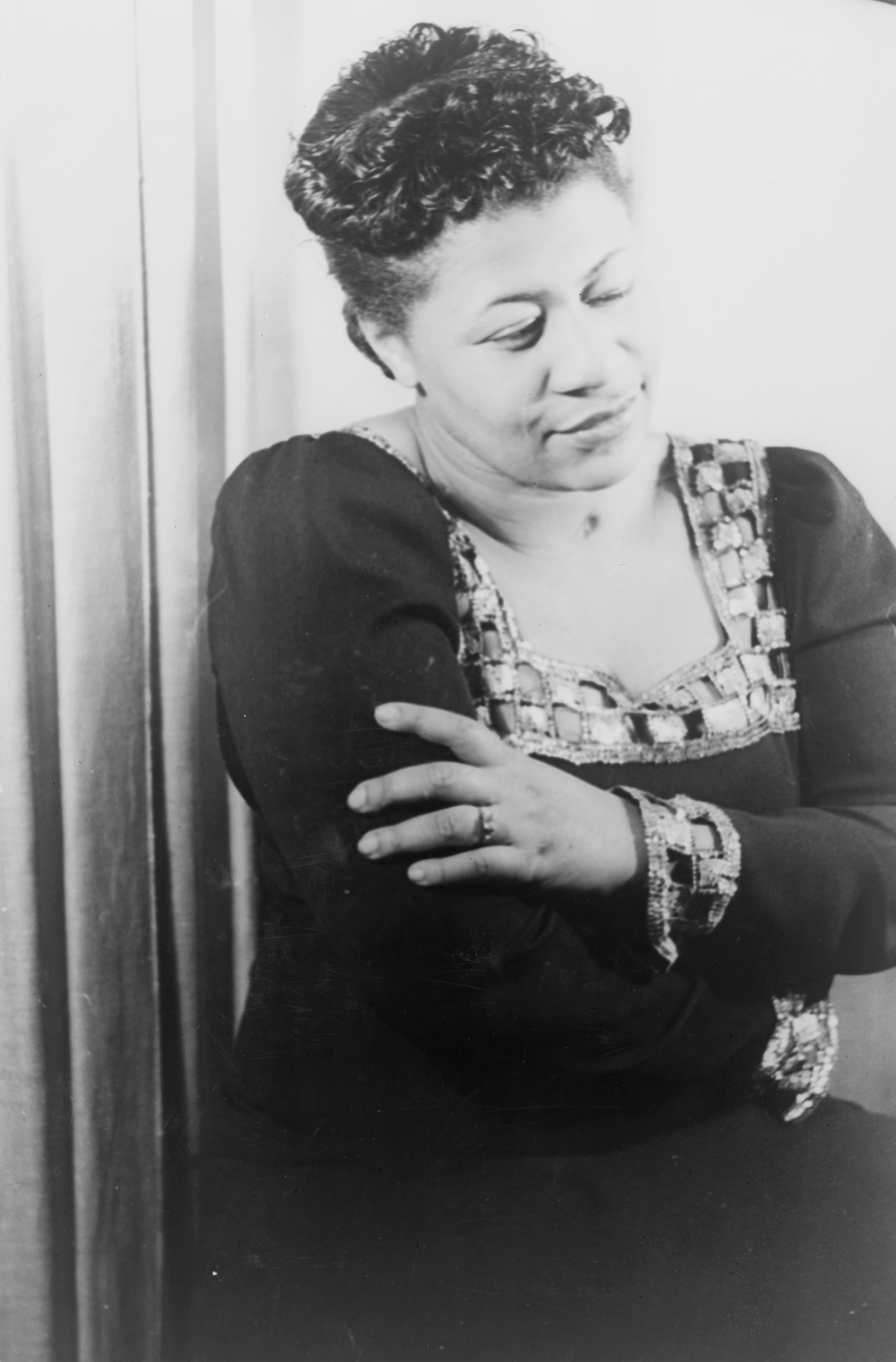
Ella Fitzgerald, fotografada por Carl Van Vechten, em 1940.

Ella começou a cantar regularmente com a Orquestra de Webb por todo o ano de 1935, no Savoy Ballroom, também no Harlem. Gravou diversos sucessos com a banda, incluindo "Love and Kisses" e "If You Can't Sing It You'll Have to Swing It". Foi, no entanto, sua versão de 1938 da canção infantil "A-Tisket, A-Tasket", canção que ela compôs, que lhe trouxe uma maior atenção do público.
Chick Webb morreu em 16 de junho de 1939 e sua banda passou a se chamar "Ella Fitzgerald and her Famous Orchestra", com Ella como líder. Fez 150 gravações durante seu período com a orquestra.

### Os anos na Decca

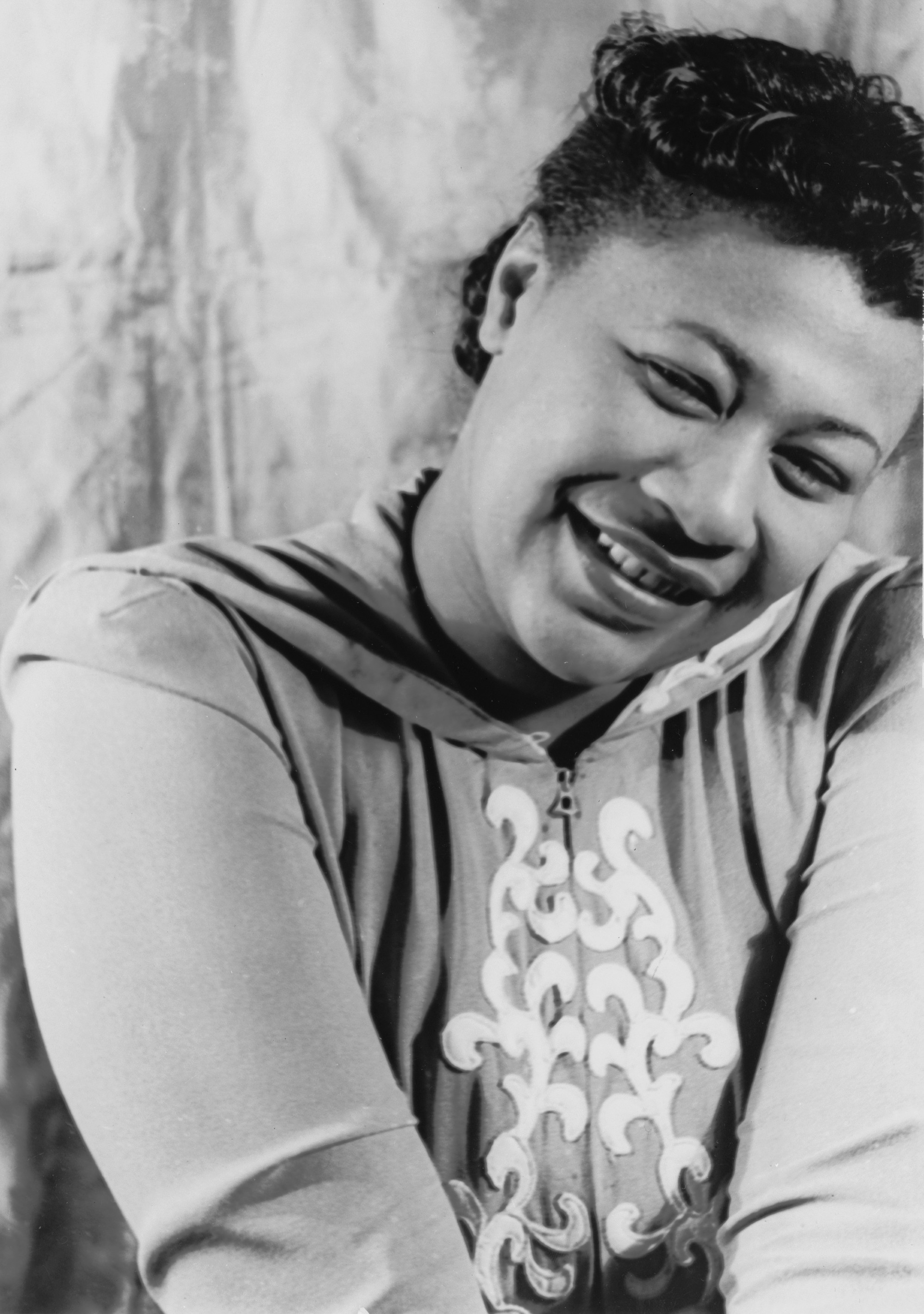
Fitzgerald fotografada por Carl Van Vechten em 19 de janeiro de 1940.

Em 1942, Fitzgerald abandonou a banda em busca de uma carreira solo. Contratada pela gravadora Decca, obteve diversos sucessos, gravando com artistas como Ink Spots, Louis Jordan e os Delta Rhythm Boys.
Com Milt Gabler, da própria Decca, administrando sua carreira, começou a trabalhar regularmente para o empresário do jazz Norman Granz, e apareceu regularmente na sua série de concertos Jazz at the Philharmonic (JATP). A relação de Fitzgerald com Granz foi solidificada quando ele se tornou seu empresário, embora ele só tenha sido capaz de trazê-la para uma de suas muitas gravadoras quase uma década depois.
O declínio da era do swing e das grandes turnês das big bands trouxe uma grande mudança no jazz. O advento do bebop provocou uma alteração no estilo vocal de Ella, influenciado por seu trabalho com a big band de Dizzy Gillespie. Foi neste período que Fitzgeraldd começou a incluir o scat como uma das marcas registradas de seu repertório. Sobre cantar com Gillespie, Ella comentou mais tarde: "Eu apenas tentava fazer [com minha voz] o que eu ouvia os sopros da banda fazerem".
Sua gravação em scat de 1945 da canção "Flying Home" (arranjada por Vic Schoen) seria descrita posteriormente pelo New York Times como "uma das mais influentes gravações vocais de jazz da década....Embora outros cantores, especialmente Louis Armstrong, tenham tentado improvisações semelhantes, ninguém antes da senhorita Fitzgerald empregou a técnica com tão brilhante inventividade". Sua gravação bebop de "Oh, Lady be Good!", de 1947, foi igualmente popular, e aumentou sua reputação como uma das principais vocalistas de jazz de seu tempo.
Respondendo às críticas e sob pressão de Granz, que achava que ela havia recebido material pouco adequado para gravar durante este período, em seus últimos anos com a gravadora Decca, Ella gravou uma série de duetos com o pianista Ellis Larkins, lançados em 1950 como Ella Sings Gershwin.

### Mudança para a Verve e sucesso com o grande público
Ella ainda estava se apresentando nos concertos JATP, de Granz, em 1955, quando deixou a Decca e Granz, agora seu empresário particular, criou a Verve Records em torno dela.

Fitzgerald descreveu posteriormente o período como tendo sido crucial, estrategicamente; segundo ela, 
"eu havia chegado a um ponto onde apenas cantava be-bop. Eu achava que o be-bop era tudo, e que o que eu precisava fazer era ir para algum lugar e cantar bop. Mas finalmente chegou um ponto em que eu não tinha mais lugar para cantar. Eu percebi que havia mais, na música, do que o bop. Norman... achou que eu deveria fazer outras coisas, e então ele produziu o Songbook de Cole Porter comigo. Foi uma guinada na minha vida".
Ella Fitzgerald Sings the Cole Porter Songbook, lançado em 1956, foi o primeiro de oito conjuntos de songbooks de diversos álbuns lançados pela Verve, em intervalos irregulares, de 1956 a 1964. Os compositores e letristas abordados em cada um dos conjuntos, no geral, representam a maior parte do cânone cultural americano conhecido como Great American Songbook. As escolhas de canções interpretadas por Fitzgerald variaram dos padrões até raridades, e representaram uma tentativa de Ella de passar para um público não-jazzístico.
Ella Fitzgerald Sings the Duke Ellington Songbook foi o único songbook no qual o compositor interpretado por Ella a acompanhou. Duke Ellington e seu colaborador de longa data, Billy Strayhorn, apareceram em exatamente metade das 38 faixas, e compuseram duas novas canções para o álbum, "The E and D Blues" e um retrato musical de Fitzgerald em quatro movimentos (a única faixa do songbook na qual ela não canta).

A série de songbooks acabou por se tornar a obra mais bem-sucedida e aclamada pela crítica, e provavelmente sua contribuição mais significante à cultura americana. Em 1996 o New York Times escreveu que 
"estes álbuns estiveram entre os primeiros álbuns do pop a dedicar tamanha atenção aos compositores especificamente, e foram cruciais no estabelecimento do álbum pop como um veículo para a exploração musical séria".
Alguns dias depois da morte de Fitzgerald, Frank Rich, colunista do mesmo New York Times, escreveu que na série de songbooks Ella teria executado uma "transação cultural tão extraordinária quanto a integração, feita por Elvis, na mesma época, dos brancos com o soul afro-americano. Aqui estava uma mulher negra popularizando canções urbanas compostas por judeus imigrantes para um público nacional de predominantemente cristãos brancos".
Ella Fitzgerald também gravou álbuns dedicados exclusivamente às canções de Porter e Gershwin posteriormente, em 1972 e 1983; estes álbuns foram, respectivamente, Ella Loves Cole e "Nice Work If You Can Get It. Uma coletânea posterior dedicada a um único compositor foi lançada durante sua temporada com a gravadora Pablo Records, Ella Abraça Jobim, onde ela interpretou canções de Tom Jobim.
Enquanto gravava os songbooks e ocasionais álbuns de estúdio, Fitzgerald se apresentava ao vivo durante 40 a 45 semanas por ano, nos Estados Unidos e internacionalmente, sob a tutela de Norman Granz, que ajudou a solidificar sua posição como uma das principais intérpretes ao vivo de jazz.
Em meados da década de 1950, Fitzgerald se tornou a primeira negra a se apresentar na boate Mocambo, depois de Marilyn Monroe interceder a seu favor com o proprietário da casa. Sua contratação foi fundamental para sua carreira, e o incidente foi transformado numa peça por Bonnie Greer, em 2005.
Diversos álbuns ao vivo lançados pela Verve foram muito elogiados pelos críticos. Ella at the Opera House mostra um típico setlist da JATP; Ella in Rome e Twelve Nights In Hollywood mostram seu cânone vocal de jazz. Ella in Berlin ainda é hoje em dia um de seus álbuns mais vendidos, e conta com uma performance vencedora do Grammy de "Mack the Knife", na qual ela se esquece da letra, recorrendo de maneira magnífica ao improviso para "compensar".

### Anos finais
Em 1963 a Verve Records foi vendida por três milhões de dólares à MGM, que não renovou o contrato de Fitzgerald. Nos cinco anos seguintes, ela alternou entre a Atlantic, Capitol e Reprise. Seu material na época havia se distanciado muito do repertório típico de jazz; para a Capitol ela havia gravado Brighten the Corner, um álbum de hinos, Ella Fitzgerald's Christmas, um álbum de canções natalinas tradicionais, Misty Blue, um álbum com influências country and western, e 30 by Ella, uma série de seis medleys gravados apenas para cumprir com suas obrigações contratuais.
Nessa época, Ella teve um último single nas paradas de sucesso dos Estados Unidos, com um cover de "Get Ready", de Smokey Robinson, que havia sido sucesso com The Temptations, e "Rare Earth".
O sucesso surpreendente do álbum Jazz at Santa Monica Civic 72, de 1972, fez com que Granz criasse a Pablo Records, sua primeira gravadora desde a venda da Verve. Fitzgerald gravou cerca de 20 álbuns para o selo. Ella in London, gravado ao vivo em 1974 com o pianista Tommy Flanagan, Joe Pass na guitarra, Keter Betts no baixo e Bobby Durham na bateria, é considerado um de seus melhores. Seus anos na Pablo documentaram o declínio de sua voz. De acordo com um biógrafo, "ela frequentemente usava frases mais curtas e mais secas, e sua voz estava mais áspera, com um vibrato mais espaçado". Atormentada por problemas de saúde, Ella fez sua última gravação em 1991, e a última apresentação ao vivo, em 1993.

## Vida pessoal

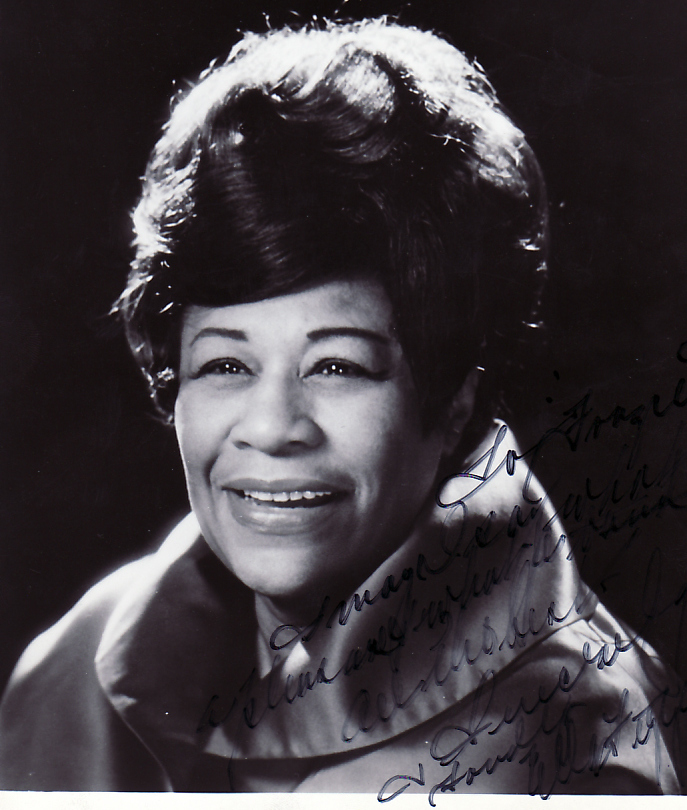
Ella Fitzgerald em 1968.

Ella Fitzgerald foi casada por três vezes. Em 1941 casou-se com Benny Kornegay, um traficante de drogas condenado. Após dois anos de casamento, Ella sofria com agressões físicas e humilhações, ele foi preso por associação ao tráfico, e então, o casal se divorciou.
Seu segundo casamento, em dezembro de 1947, foi com o famoso contrabaixista Ray Brown. Eles haviam se conhecido durante a turnê com a banda de Dizzy Gillespie, um ano antes. Apesar de diversos tratamentos, Ella não conseguiu engravidar, ficando muito decepcionada. Então o casal decidiu adotar o sobrinho dela, filho de Frances, sua meia-irmã, que havia sido mãe solteira e não tinha condições financeiras de cuidar da criança. Eles, então, registraram e batizaram o menino de de Ray Brown Jr. Como Fitzgerald e Brown estavam sempre envolvidos com turnês e gravações, a criança acabou sendo criada por sua tia avó, Virgínia, mas Ella e o marido sempre visitavam o menino, que os chamavam de pai e mãe, e lhe proporcionavam uma vida digna. Nesta época havia perdoado e voltado a falar com sua tia, a quem pagava para tomar conta do menino. Após o falecimento dela, sua meia-irmã Frances voltou para buscar o filho, e Ella e Brown passaram a ajudá-los financeiramente. A cantora Ella Fitzgerald e seu marido Brown se divorciaram amigavelmente em 1953, devido às diversas pressões pelas quais as carreiras artísticas de ambos passavam no período, o que afetava a vida pessoal deles - embora tenham continuado a se apresentar juntos.
Em julho de 1957, a agência de notícias Reuters informou que Fitzgerald casou-se em segredo, para não divulgar para a imprensa, com Thor Einar Larsen, um jovem rapaz norueguês, oriundo de Oslo. Ella comprou e decorou um apartamento na cidade para eles viverem, porém, após alguns meses de união, Larsen foi condenado a cinco meses de trabalhos forçados na Suécia por ter roubado dinheiro de uma jovem com a qual ele teria estado envolvido anteriormente. Assustada com este fato e temendo também ter sido roubada por ele, Ella comunicou a separação, e assim, assinou seu terceiro divórcio, e não casou-se mais, passando a ser vista com alguns namorados que atuavam no meio artístico.
Fitzgerald era notoriamente tímida. O trompetista Mario Bauza, que tocou com Fitzgerald em seu início de carreira, com Chick Webb, comentou que ela não saía muito, dedicando-se unicamente à sua música e ao trabalho. Mais tarde em sua carreira, quando a Society of Singers a homenageou dando o seu nome a um dos seus prêmios, Ella comentou: "Não quero dizer a coisa errada, o que eu sempre acabo fazendo. Acho que me saio melhor quando canto".
Ella passou o restante de sua vida morando sozinha, e com os anos, a depressão voltou, e a artista ficou doente. Sua visão estava muito comprometida devido a sequelas causadas pela diabete, e pouco enxergava. Ella Fitzgerald sofreu muito quando teve suas duas pernas amputadas, em 1993, o que a obrigou a deixar a carreira, fazendo-a sofrer muito. Ela passou a ser cuidada por enfermeiras e também por suas empregadas. Sempre recebia a visita de sua meia-irmã e de seu sobrinho, que a chamava de mãe, mesmo sabendo que ela era sua tia. Faleceu em 15 de junho de 1996, em sua casa em Beverly Hills, Califórnia, aos 79 anos de idade, vítima de um acidente vascular cerebral. Está enterrada no Inglewood Park Cemetery, em Inglewood, também na Califórnia. O material de arquivo da sua longa carreira está armazenado no Centro de Arquivos do Museu Nacional de História Americana, do Smithsonian, enquanto seus arranjos musicais pessoais estão guardados na Biblioteca do Congresso. Sua extensa coleção de receitas foi doada à Biblioteca Schlesinger, da Universidade Harvard, enquanto sua coleção de partituras está na Biblioteca Schoenberg, na UCLA.

## Cinema e televisão

Ella Fitzgerald cumprimentando o presidente americano Ronald Reagan, após se apresentar na Casa Branca, em 1981.

Em seu papel de maior destaque no cinema, Ella interpretou a cantora Maggie Jackson, no filme de jazz de Jack Webb, Pete Kelly's Blues, rodado em 1955. O filme também contou com a atriz Janet Leigh e a cantora Peggy Lee. Embora já tivesse trabalhado em outros filmes anteriormente (havia cantado rapidamente no filme Ride 'Em Cowboy, dos humoristas Abbott e Costello, de 1942), ela teria ficado "encantada" quando Norman Granz negociou o papel por ela, e, "na época... teria considerado seu papel no filme da Warner Brothers como a maior coisa que já lhe tinha acontecido". Segundo o crítico que comentou sobre o filme para o New York Times em agosto de 1955, "cerca de cinco minutos (de noventa e cinco) deste filme sugerem o que ele poderia ter sido. Pegue o ingênuo prólogo... ou as cenas rápidas nas quais a maravilhosa Ella Fitzgerald, a quem foram concedidas algumas poucas falas, enche a tela e a trilha sonora com suas fortes características expressivas e com sua voz".
Assim como outra cantora de jazz, Lena Horne, o fato de ser negra impediu que Fitzgerald estrelasse algum grande sucesso de bilheteria. Depois de Pete Kelly's Blues ela fez aparições esporádicas em filmes como St. Louis Blues (1958) e Ella Fitzgerald Sings Songs from "Let No Man Write My Epitaph (1960). Bem mais tarde, apareceu no drama televisivo The White Shadow, durante a década de 1980.
Também teve diversas aparições como convidada em programas de televisão, cantando no Frank Sinatra Show, juntamente com Nat King Cole, Dean Martin, Mel Tormé e muitos outros. Talvez sua performance mais atípica e intrigante tenha sido a da canção 'Three Little Maids', da opereta cômica The Mikado, de Gilbert e Sullivan, ao lado da cantora lírica Joan Sutherland e de Dinah Shore, no programa semanal de Shore, em 1963. Ella também apareceu uma vez ao lado de Sarah Vaughan e Pearl Bailey num especial para a televisão de 1979 em homenagem a Bailey.
Ella Fitzgerald apareceu em diversos anúncios publicitários na televisão, dos quais o mais célebre foi para a empresa Memorex, no qual ela cantava uma nota que quebrava um vidro enquanto era registrado num gravador Memorex; a fita então era executada e a gravação também quebrava o vidro, com a pergunta: "é ao vivo, ou é Memorex" ("Is it live, or is it Memorex?"). Também apareceu em diversos comerciais para a rede de fast-food Kentucky Fried Chicken, cantando e fazendo scat em cima do slogan da cadeia, "We do chicken right!".
Sua última campanha publicitária foi para a American Express, na qual ela foi fotografada por Annie Leibovitz.

## Discografia

### Colaborações
As colaborações mais famosas de Ella Fitzgerald foram com o trompetista Louis Armstrong, o guitarrista Joe Pass e os bandleaders Count Basie e Duke Ellington.
- Fitzgerald gravou três álbuns de estúdio pela Verve com Armstrong, dois de standards do gênero (Ella and Louis, de 1956, e Ella and Louis Again, de 1957), e um terceiro com peças do musical Porgy and Bess, de Gershwin. Fitzgerald também gravou diversas faixas com Armstrong para a Decca no início da década de 1950.
- Fitzgerald por vezes é descrita como a cantora de swing quintessencial, e suas gravações com Count Basie são muito elogiadas pelos críticos. Ella aparece numa faixa do álbum de Basie One O'Clock Jump, de 1957, enquanto seu álbum Ella and Basie!, de 1963, é lembrado como uma de suas maiores gravações. Com a banda 'New Testament', de Basie, em pleno vigor, e os arranjos compostos por um jovem Quincy Jones, este álbum se acabou sendo um descanso para Ella de todas as gravações de songbooks e turnês constantes com a qual ela estava envolvida no período. Fitzgerald e Basie também tiveram outra colaboração no álbum Jazz at Santa Monica Civic 72, de 1972, e nos álbuns Digital III at Montreux, A Classy Pair e A Perfect Match, de 1979.
- Ella Fitzgerald e Joe Pass gravaram quatro álbuns juntos no fim da carreira de Ella. Ela gravou diversos álbuns com acompanhamento de piano, porém a guitarra se firmou como o perfeito invólucro melódico para ela. Fitzgerald e Pass apareceram juntos nos álbuns Take Love Easy (1973), Easy Living (1986), Speak Love (1983) e Fitzgerald and Pass... Again (1976).
- Fitzgerald e Duke Ellington gravaram dois álbuns ao vivo e dois álbuns de estúdio. Seu Songbook de Duke Ellington colocou Ellington firmemente no cânone do Great American Songbook, e a década de 1960 viu Ella e o 'Duke' se encontrarem na Côte d'Azur para o álbum Ella and Duke at the Cote D'Azur, de 1966, e na Suécia, para The Stockholm Concert, 1966. Seu álbum de 1965, Ella at Duke's Place, também foi muito elogiado.

Ella teve diversos músicos e solistas de jazz famosos acompanhando-a ao longo de sua carreira. Os trompetistas Roy Eldridge e Dizzy Gillespie, o guitarrista Herb Ellis, e os pianistas Tommy Flanagan, Oscar Peterson, Lou Levy, Paul Smith, Jimmy Rowles e Ellis Larkins trabalharam com ela, quase sempre em pequenos grupos e em apresentações ao vivo.
Talvez a maior parceria de Ella Fitzgerald a não ter sido realizada (em termos de música popular) foi um álbum, ao vivo ou de estúdio, com Frank Sinatra. Ambos apareceram no mesmo palco apenas periodicamente ao longo dos anos, em especiais de televisão, em 1958 e 1959, e novamente em 1967, no programa A Man and His Music + Ella + Jobim, uma apresentação que também contou com Tom Jobim. Segundo o pianista Paul Smith, "Ella adorava trabalhar com [Frank]. Sinatra lhe deu o seu próprio camarim em A Man and His Music, e não se cansava de fazer coisas por ela". Quando perguntado sobre o assunto, Norman Granz citava "motivos contratuais complexos" para justificar o fato dos dois artistas nunca gravarem juntos. A aparição de Fitzgerald com Sinatra e Count em junho de 1974 para uma série de concertos no Caesar's Palace, em Las Vegas, foi vista como um importante ímpeto para o retorno de Sinatra de seu exílio voluntário, no início da década de 1970. Os shows foram um grande sucesso, e, em setembro daquele ano, renderam um milhão de dólares durante duas semanas na Broadway, num 'triunvirato' com a Count Basie Orchestra.

## Prêmios, citações e homenagens
Ella Fitzgerald venceu 14 prêmios Grammy, incluindo um de Lifetime Achievement, em 1967. Entre outros prêmios e homenagens que recebeu durante sua carreira estão o Kennedy Center for the Performing Arts Medal of Honor Award, National Medal of Art, o primeiro Society of Singers Lifetime Achievement Award (batizado de "Ella" em sua homenagem), a Medalha Presidencial da Liberdade, e o e George and Ira Gershwin Award pela sua carreira, da UCLA Spring Sing.
Ella Fitzgerald apoiou de maneira discreta porém intensa diversas organizações de caridade e sem fins lucrativos, incluindo a American Heart Association e o United Negro College Fund. Em 1993 fundou a "Ella Fitzgerald Charitable Foundation", que continua a custear programas que perpetuam seus ideais.

## Filmografia
| Ano  | Filme                       | Papel          | Obs. |
| ---- | --------------------------- | -------------- | ---- |
| 1942 | Ride 'Em Cowboy             | Ruby           |      |
| 1955 | Pete Kelly's Blue           | Maggie Jackson |      |
| 1958 | St. Louis Blues             | Singer         |      |
| 1960 | Let No Man Write My Epitaph | Flora          |      |